# دوارس دور هيت هاجلاند 2020
دوارس دور هيت هاجلاند 2020 (بالفرنسية: À travers le Hageland 2020)‏ هو سباق دراجات هوائية، وهو الموسم الخامس عشر من دوارس دور هيت هاجلاند، وأقيم في 15 أغسطس 2020 ضمن سباقات سلسلة سباقات الاتحاد الدولي للدراجات للمحترفين 2020، وشارك فيه  117 متسابقاً ووصل إلى نهايته  59 متسابقاً.
فاز بالمركز الأول Jonas Rickaert ‏، وبالمركز الثاني Nils Eekhoff ‏، وبالمركز الثالث جياني فرميش.

## الفرق
| فرق عالمية (4)- Deceuninck-Quick Step - Jumbo-Visma - Team Sunweb - Trek-Segafredo فرق برو (8)- Alpecin-Fenix - بنجوال باوليز ساوكس دبليو بي ‏ - Circus-Wanty Gobert - سبورت فلاندرين بالويس 2020 ‏ - فيتال كونسبت ‏ - Arkéa-Samsic - 2020 ريوال سيكوريتاس ‏ - Total Direct Énergie فرق قارية (5)- باولس سوزين بينغوال 2020 ‏ - سوبرانو هام ايزوريكس 2020 ‏ - Baloise–Trek Lions ‏ - بيت سايكلنج 2020 ‏ - Parkhotel Valkenburg CT ‏ |  |
| |  |

## التصنيف العام النهائي
| التصنيف العام         | التصنيف العام      | التصنيف العام                    | التصنيف العام | التصنيف العام |
| العداء                | العداء             | الفريق                           | الوقت         |               |
| --------------------- | ------------------ | -------------------------------- | ------------- | ------------- |
| 1                     | Jonas Rickaert ‏    | البيسين فينيكس                   | 4 س 20 د 20 ث |               |
| 2                     | Nils Eekhoff ‏      | سنويب                            | + 7 ث         |               |
| 3                     | جياني فرميش        | البيسين فينيكس                   | + 16 ث        |               |
| 4                     | فلوريان سينيشال    | دكونيك كويك ستب                  | + 16 ث        |               |
| 5                     | تيم ميرلير         | البيسين فينيكس                   | + 16 ث        |               |
| 6                     | Benjamin Declercq ‏ | اركيا سامسيك                     | + 23 ث        |               |
| 7                     | تيمو روزن          | جومبو-فيسما                      | + 23 ث        |               |
| 8                     | بيرت جان يندمان    | جومبو-فيسما                      | + 25 ث        |               |
| 9                     | Toon Aerts ‏        | Telenet-Baloise Lions            | + 26 ث        |               |
| 10                    | Bert De Backer ‏    | B&B Hotels-Vital Concept p/b KTM | + 26 ث        |               |
|                       |                    |                                  |               |               |
| مصدر: ProCyclingStats |                    |                                  |               |               |

## وصلات خارجية
- الموقع الرسمي
- لمحة عن سباق دوارس دور هيت هاجلاند 2020 على موقع  ProCyclingStats   (برو  سايكلنج  ستاتس) - إحصاءات  محترفي  الدراجات.
- دوارس دور هيت هاجلاند 2020 على موقع إحصائيات الدراجات الإحترافية (الإنجليزية)